# BON'Z
BON'Z（ボンズー）は、日本のバンドである。男性4人で構成される。所属事務所はランタイムミュージックエンタテインメント。所属レーベルはユニバーサルJ。
デビュー当時はバンド名をBON'zとしていたが、2005年より｢Z｣を大文字にし、路上ライブ、ラジオへと活動を広げている。
2008年から制作活動のためライブ活動休止中していたが、12月末日をもって解散した。

## メンバー
- JIN （ジン） Vo.&G.（1988年7月19日-）
- IKKI （イッキ） G.（1987年11月23日-）
- SYOGO （ショーゴ） Key.（1989年10月31日-）
- SYUNYA（シュンヤ） Co.&B.（1990年11月6日-）
  - メンバーであるJINとSYUNYAは同事務所に所属していたZONEのPVに出演した。（『secret base ～君がくれたもの～』、『夢ノカケラ・・・』、『僕の手紙』）

## 元メンバー
- HIDEYA（ヒデヤ　本名: 奈良井秀哉）Dr.（1989年5月23日-）

## ディスコグラフィー

### シングル

#### インディーズ時代
2004年
- 9月23日　seed-種-

#### メジャーデビュー後
2005年
- 7月27日 ありがとう～ 今日からマ王!第2期エンディングテーマ

2006年
- 3月8日 春風
- 8月16日 この空の下で
- 11月29日 流れ星 (配信限定シングル)

2007年
- 3月7日 From me to you

## 解散とその後
2009年1月8日にランタイム公式ファンクラブ「HIGH-JUMP」から、2008年12月末日に解散したとの突然の事後報告があった。
同日中に、ランタイム公式ウェブサイトのBON'Zのページにて、解散理由が所属レコード会社との契約終了であると発表されたが、メンバー本人からのメッセージ等は一切無いままであった。
解散後、ヴォーカルのJINは2009年夏に新バンド「IBIZA WAVE」を結成。ライブを中心に活動していたが、2011年7月22日をもって脱退した。